# Független résztvevők az 1992. évi nyári olimpiai játékokon
Az akkor már csak Szerbiából és Montenegróból álló Jugoszláv Szövetségi Köztársaság az ENSZ határozata alapján nem vehetett részt a spanyolországi Barcelonában megrendezett 1992. évi nyári olimpiai játékokon. Emiatt a jugoszláv sportolók az olimpiai zászló alatt független résztvevőkként (angolul: Independent Olympic Participants – IOP) indultak az olimpián. Ugyancsak így tudtak részt venni Macedónia versenyzői is, mivel a NOB majd csak 1993-ban ismerte el a Macedón Olimpiai Bizottságot.
Az 58 sportolóval jelen lévő csapat 13 sportágban indult, és összesen 3 érmet szerzett, mindannyit sportlövészetben.

## Érmesek
| Érem  | Versenyző         | Sportág       | Versenyszám             |
| ----- | ----------------- | ------------- | ----------------------- |
| Ezüst | Jasna Šekarić     | Sportlövészet | Női légpisztoly         |
| Bronz | Stevan Pletikosić | Sportlövészet | Férfi sportpuska, fekvő |
| Bronz | Binder Aranka     | Sportlövészet | Női légpuska            |

## Asztalitenisz
Férfi
| Versenyző                       | Versenyszám | Csoportkör | Csoportkör | Nyolcaddöntő      | Negyeddöntő                                              | Elődöntő          | Döntő             | Helyezés |
| Versenyző                       | Versenyszám | Ellenfél Eredmény | Hely.      | Ellenfél Eredmény | Ellenfél Eredmény                                        | Ellenfél Eredmény | Ellenfél Eredmény | Helyezés |
| ------------------------------- | ----------- | --- | ---------- | ----------------- | -------------------------------------------------------- | ----------------- | ----------------- | -------- |
| Zoran Kalinić                   | Egyes       | A csoport · Atanda Musa (NGR) · 2-0 · Hagen Bower (NZL) · 2-0 · Jean-Philippe Gatien (FRA) · 0-2                                                                                            | 2.         | kiesett           | kiesett                                                  | kiesett           | kiesett           | 17.      |
| Ilija Lupulesku                 | Egyes       | I csoport · Sule Olaleye (NGR) · 2-1 · et-Táher Mohammed el-Mahdzsúb (LBA) · 2-0 · Ri Gunszang (Li Gun-Sang) (PRK) · 0-2                                                                    | 2.         | kiesett           | kiesett                                                  | kiesett           | kiesett           | 17.      |
| Slobodan Grujić Ilija Lupulesku | Páros       | E csoport · India (IND) · Szudzsaj Ghorpade · Kamles Mehta · 2-0 · Japán (JPN) · Nakamura Kindzsiró · Vatanabe Takehiró · 2-0 · Svédország (SWE) · Mikael Appelgren · Jan-Ove Waldner · 2-1 | 1.         |                   | Németország (GER) · Steffen Fetzner · Jörg Roßkopf · 0-3 | kiesett           | kiesett           | 5.       |

Női
| Versenyző                     | Versenyszám | Csoportkör | Csoportkör | Nyolcaddöntő      | Negyeddöntő       | Elődöntő          | Döntő             | Helyezés |
| Versenyző                     | Versenyszám | Ellenfél Eredmény | Hely.      | Ellenfél Eredmény | Ellenfél Eredmény | Ellenfél Eredmény | Ellenfél Eredmény | Helyezés |
| ----------------------------- | ----------- | --- | ---------- | ----------------- | ----------------- | ----------------- | ----------------- | -------- |
| Jasna Fazlić                  | Egyes       | J csoport · Nijati Roj-Sáh (IND) · 2-0 · Marisel Ramírez (CUB) · 2-0 · Otilia Bădescu (ROU) · 0-2                                                                                             | 2.         | kiesett           | kiesett           | kiesett           | kiesett           | 17.      |
| Jasna Fazlić Gordana Perkučin | Páros       | F csoport · Ausztrália (AUS) · Ying Kwok · Kerri Tepper · 2-0 · Brazília (BRA) · Monica Doti · Lyanne Kosaka · 2-0 · Hollandia (NED) · Mirjam Hooman-Kloppenburg · Hubertina Vriesekoop · 1-2 | 2.         |                   | kiesett           | kiesett           | kiesett           | 9.       |

## Atlétika
Férfi
| Versenyző          | Versenyszám | Előfutam | Előfutam | Előfutam | Negyeddöntő | Negyeddöntő | Negyeddöntő | Elődöntő | Elődöntő | Elődöntő | Döntő   | Döntő    |
| Versenyző          | Versenyszám | Idő      | Hely.    | Össz.    | Idő         | Hely.       | Össz.       | Idő      | Hely.    | Össz.    | Idő     | Helyezés |
| ------------------ | ----------- | -------- | -------- | -------- | ----------- | ----------- | ----------- | -------- | -------- | -------- | ------- | -------- |
| Dejan Jovković     | 200 m       | 21,77    | 6.       | 53.      | kiesett     | kiesett     | kiesett     | kiesett  | kiesett  | kiesett  | kiesett | kiesett  |
| Slobodan Branković | 400 m       | 46,34    | 2.       | 31.      | 45,90       | 6.          | 21.         | kiesett  | kiesett  | kiesett  | kiesett | kiesett  |
| Slobodan Popović   | 800 m       | 1:49,69  | 4.       | 34.      |             |             |             | kiesett  | kiesett  | kiesett  | kiesett | kiesett  |

| Versenyző      | Versenyszám | Selejtező | Selejtező | Döntő    | Döntő    |
| Versenyző      | Versenyszám | Eredmény  | Helyezés  | Eredmény | Helyezés |
| -------------- | ----------- | --------- | --------- | -------- | -------- |
| Dragutin Topić | Magasugrás  | 226 cm    | 3.***     | 228 cm   | 8.**     |
| Stevan Zorić   | Magasugrás  | 215 cm    | 29.*      | kiesett  | kiesett  |
| Dragan Perić   | Súlylökés   | 20,24 m   | 4.        | 20,32 m  | 7.       |

Női
| Versenyző            | Versenyszám | Előfutam | Előfutam | Előfutam | Negyeddöntő | Negyeddöntő | Negyeddöntő | Elődöntő | Elődöntő | Elődöntő | Döntő   | Döntő    |
| Versenyző            | Versenyszám | Idő      | Hely.    | Össz.    | Idő         | Hely.       | Össz.       | Idő      | Hely.    | Össz.    | Idő     | Helyezés |
| -------------------- | ----------- | -------- | -------- | -------- | ----------- | ----------- | ----------- | -------- | -------- | -------- | ------- | -------- |
| Suzana Ćirić         | 10 000 m    | 33:42,26 | 15.      | 31.      |             |             |             |          |          |          | kiesett | kiesett  |
| Elizabeta Pavlovszka | 100 m gát   | 14,26    | 8.       | 33.      | kiesett     | kiesett     | kiesett     | kiesett  | kiesett  | kiesett  | kiesett | kiesett  |

| Versenyző      | Versenyszám | Selejtező | Selejtező | Döntő    | Döntő    |
| Versenyző      | Versenyszám | Eredmény  | Helyezés  | Eredmény | Helyezés |
| -------------- | ----------- | --------- | --------- | -------- | -------- |
| Tamara Malešev | Távolugrás  | 635 cm    | 22.       | kiesett  | kiesett  |

* - egy másik versenyzővel azonos eredményt ért el

** - két másik versenyzővel azonos eredményt ért el

*** - három másik versenyzővel azonos eredményt ért el

## Birkózás
Kötöttfogású
| Versenyző          | Versenyszám | Csoportkör | Csoportkör | Helyosztók                    | Helyosztók                | Helyosztók             | Bronz- mérkőzés   | Döntő             | Helyezés    |
| Versenyző          | Versenyszám | Csoportkör | Csoportkör | 9. helyért                    | 7. helyért                | 5. helyért             | Bronz- mérkőzés   | Döntő             | Helyezés    |
| Versenyző          | Versenyszám | Ellenfél Eredmény | Hely.      | Ellenfél Eredmény             | Ellenfél Eredmény         | Ellenfél Eredmény      | Ellenfél Eredmény | Ellenfél Eredmény | Helyezés    |
| ------------------ | ----------- | --- | ---------- | ----------------------------- | ------------------------- | ---------------------- | ----------------- | ----------------- | ----------- |
| Senad Rizvanović   | 52 kg       | B csoport · Remzi Öztürk (TUR) · 10-0 · Ulises Valentin (DOM) · 21-3 · Shawn Sheldon (USA) · 1-3 · Jon Rønningen (NOR) · 0-11                     | 4.         |                               | Ismo Kamesaki (FIN) · 1-2 |                        |                   |                   | 8.          |
| Zoran Galović      | 57 kg       | B csoport · Marian Sandu (ROU) · 4-5 · An Hanbong (An Han-Bong) (KOR) · 0-6                                                                       | 8.         | kiesett                       | kiesett                   | kiesett                | kiesett           | kiesett           | helyezetlen |
| Szabó Palóc Nándor | 68 kg       | B csoport · Ghani Yalouz (FRA) · 2-4 · Repka Attila (HUN) · 1-10                                                                                  | 8.         | kiesett                       | kiesett                   | kiesett                | kiesett           | kiesett           | helyezetlen |
| Željko Trajković   | 74 kg       | A csoport · Józef Tracz (POL) · 0-2 · José Alberto Recuero (ESP) · 3-0 · Anton Marchl (AUT) · 2-5                                                 | 6.         | kiesett                       | kiesett                   | kiesett                | kiesett           | kiesett           | helyezetlen |
| Goran Kasum        | 82 kg       | B csoport · Farkas Péter (HUN) · 1-4 · Leonídasz Papász (GRE) · 3-0 · Daniel Henderson (USA) · 2-0 · Thomas Zander (GER) · DQ2                    | 3.         |                               |                           | Timo Niemi (FIN) · 1-3 |                   |                   | 6.          |
| Pajo Ivošević      | 90 kg       | A csoport · Henri Meiss (FRA) · 0-1 · Michael Foy (USA) · 3-4                                                                                     | 10.        | kiesett                       | kiesett                   | kiesett                | kiesett           | kiesett           | helyezetlen |
| Miloš Govedarica   | 100 kg      | B csoport · Andreas Steinbach (GER) · 1-2 · Növényi Norbert (HUN) · 3-1 · Szergej Gyemjaskevics (EUN) · 1-7 · Atanasz Komsev (BUL) · visszalépett | 5.         | Helger Hallik (EST) · 5-0     |                           |                        |                   |                   | 9.          |
| Milan Radaković    | 130 kg      | A csoport · Guillermo Díaz (MEX) · 7-0 (kétvállas) · Juha Ahokas (FIN) · 0-2 · Ioan Grigoraş (ROU) · 1-8                                          | 5.         | Jerzy Choromański (POL) · 2-4 |                           |                        |                   |                   | 10.         |

Szabadfogású
| Versenyző   | Versenyszám | Csoportkör                                                                     | Csoportkör | Helyosztók        | Helyosztók        | Helyosztók        | Bronz- mérkőzés   | Döntő             | Helyezés    |
| Versenyző   | Versenyszám | Csoportkör                                                                     | Csoportkör | 9. helyért        | 7. helyért        | 5. helyért        | Bronz- mérkőzés   | Döntő             | Helyezés    |
| Versenyző   | Versenyszám | Ellenfél Eredmény                                                              | Hely.      | Ellenfél Eredmény | Ellenfél Eredmény | Ellenfél Eredmény | Ellenfél Eredmény | Ellenfél Eredmény | Helyezés    |
| ----------- | ----------- | ------------------------------------------------------------------------------ | ---------- | ----------------- | ----------------- | ----------------- | ----------------- | ----------------- | ----------- |
| Zoran Šorov | 57 kg       | A csoport · Jürgen Scheibe (GER) · 2-6 · Rumen Pavlov (BUL) · 2-10 (kétvállas) | 7.         | kiesett           | kiesett           | kiesett           | kiesett           | kiesett           | helyezetlen |

DQ2 - passzivitás miatt mind két versenyzőt kizárták

## Cselgáncs
Férfi
| Versenyző        | Versenyszám  | Selejtező         | 32-es főtábla                   | Nyolcaddöntő      | Negyeddöntő       | Elődöntő          | Vigaszág első kör | Vigaszág nyolcaddöntő | Vigaszág negyeddöntő | Vigaszág elődöntő | Bronz- mérkőzés   | Döntő             | Helyezés |
| Versenyző        | Versenyszám  | Ellenfél Eredmény | Ellenfél Eredmény               | Ellenfél Eredmény | Ellenfél Eredmény | Ellenfél Eredmény | Ellenfél Eredmény | Ellenfél Eredmény     | Ellenfél Eredmény    | Ellenfél Eredmény | Ellenfél Eredmény | Ellenfél Eredmény | Helyezés |
| ---------------- | ------------ | ----------------- | ------------------------------- | ----------------- | ----------------- | ----------------- | ----------------- | --------------------- | -------------------- | ----------------- | ----------------- | ----------------- | -------- |
| Miroslav Jočić   | Könnyűsúly   | erőnyerő          | Joaquín Ruiz (ESP) · 0000-0001  | kiesett           | kiesett           | kiesett           |                   |                       |                      |                   |                   |                   | 22.      |
| Dano Pantić      | Félnehézsúly | erőnyerő          | Kai Jaszuhiro (JPN) · 0000-1000 | kiesett           | kiesett           | kiesett           |                   |                       |                      |                   |                   |                   | 21.      |
| Mitar Milinković | Nehézsúly    |                   | Henry Stöhr (GER) · 0000-1000   | kiesett           | kiesett           | kiesett           |                   |                       |                      |                   |                   |                   | 21.      |

Női
| Versenyző         | Versenyszám | Selejtező                              | Nyolcaddöntő      | Negyeddöntő       | Elődöntő          | Vigaszág nyolcaddöntő | Vigaszág negyeddöntő | Vigaszág elődöntő | Bronz- mérkőzés   | Döntő             | Helyezés |
| Versenyző         | Versenyszám | Ellenfél Eredmény                      | Ellenfél Eredmény | Ellenfél Eredmény | Ellenfél Eredmény | Ellenfél Eredmény     | Ellenfél Eredmény    | Ellenfél Eredmény | Ellenfél Eredmény | Ellenfél Eredmény | Helyezés |
| ----------------- | ----------- | -------------------------------------- | ----------------- | ----------------- | ----------------- | --------------------- | -------------------- | ----------------- | ----------------- | ----------------- | -------- |
| Leposava Marković | Légsúly     | Li Aj-jüe (Li Aiyue) (CHN) · 0000-0010 | kiesett           | kiesett           | kiesett           |                       |                      |                   |                   |                   | 20.      |

## Evezés
Férfi
| Versenyző                    | Versenyszám              | Előfutam | Előfutam | Vigaszág | Vigaszág | Elődöntő | Elődöntő | Elődöntő | Döntő | Döntő   | Döntő | Helyezés |
| Versenyző                    | Versenyszám              | Idő      | Hely.    | Idő      | Hely.    | Típus    | Idő      | Hely.    | Típus | Idő     | Hely. | Helyezés |
| ---------------------------- | ------------------------ | -------- | -------- | -------- | -------- | -------- | -------- | -------- | ----- | ------- | ----- | -------- |
| Vladimir Banjanac Lazo Pivač | Kormányos nélküli kettes | 7:08,35  | 5.       | 6:54,76  | 3.       |          |          |          | C     | 6:44,52 | 2.    | 14.      |

## Kajak-kenu

### Síkvízi
Férfi
| Versenyző                   | Versenyszám         | Előfutam | Előfutam | Előfutam | Vigaszág | Vigaszág | Vigaszág | Elődöntő | Elődöntő | Elődöntő | Döntő   | Döntő    |
| Versenyző                   | Versenyszám         | Idő      | Hely.    | Össz.    | Idő      | Hely.    | Össz.    | Idő      | Hely.    | Össz.    | Idő     | Helyezés |
| --------------------------- | ------------------- | -------- | -------- | -------- | -------- | -------- | -------- | -------- | -------- | -------- | ------- | -------- |
| Žarko Vekić                 | Kajak egyes 500 m   | 1:51,44  | 6.       | 26.      | 1:55,32  | 6.       | 20.      | kiesett  | kiesett  | kiesett  | kiesett | kiesett  |
| Srđan Marilović             | Kajak egyes 1000 m  | 3:50,02  | 7.       | 22.      | 3:45,52  | 6.       | 15.      | kiesett  | kiesett  | kiesett  | kiesett | kiesett  |
| Srđan Marilović Žarko Vekić | Kajak kettes 1000 m | 3:31,69  | 6.       | 23.      | 3:38,17  | 5.       | 17.      | kiesett  | kiesett  | kiesett  | kiesett | kiesett  |

### Szlalom
Férfi
| Versenyző       | Versenyszám | Döntő         | Döntő         | Döntő    | Döntő    | Döntő         | Helyezés |
| Versenyző       | Versenyszám | 1. futam      | 1. futam      | 2. futam | 2. futam | Jobb eredmény | Helyezés |
| Versenyző       | Versenyszám | Pont          | Hely.         | Pont     | Hely.    | Pont          | Helyezés |
| --------------- | ----------- | ------------- | ------------- | -------- | -------- | ------------- | -------- |
| Milan Ðorđević  | Kajak egyes | nem ért célba | nem ért célba | 156,28   | 35.      | 156,28        | 39.      |
| Lazar Popovszki | Kajak egyes | 123,82        | 28.           | 135,72   | 32.      | 123,82        | 34.      |
| Lazar Miloević  | Kenu egyes  | nem ért célba | nem ért célba | 170,22   | 30.      | 170,22        | 31.      |

## Kerékpározás

### Országúti kerékpározás
Férfi
| Versenyző                                                         | Versenyszám     | Idő             | Helyezés      |
| ----------------------------------------------------------------- | --------------- | --------------- | ------------- |
| Radiša Čubrić                                                     | Mezőnyverseny   | 4:45:14(+9:53)  | 78.           |
| Aleksandar Milenković                                             | Mezőnyverseny   | 4:35:56(+0:35)  | 42.           |
| Mikoš Rnjaković                                                   | Mezőnyverseny   | nem ért célba   | nem ért célba |
| Mićo Brković Aleksandar Milenković Dušan Popeskov Mikoš Rnjaković | Csapat időfutam | 2:14:37(+12:58) | 18.           |

### Pálya-kerékpározás
Pontversenyek
| Versenyző      | Versenyszám       | Selejtező | Selejtező     | Selejtező     | Selejtező     | Döntő     | Döntő   | Helyezés |
| Versenyző      | Versenyszám       | Csoport   | lekörözés     | Pont          | Hely.         | lekörözés | Pont    | Helyezés |
| -------------- | ----------------- | --------- | ------------- | ------------- | ------------- | --------- | ------- | -------- |
| Dušan Popeskov | Férfi pontverseny | A         | nem ért célba | nem ért célba | nem ért célba | kiesett   | kiesett | kiesett  |

## Sportlövészet
Férfi
| Versenyző           | Versenyszám           | Selejtező | Selejtező | Döntő   | Döntő    |
| Versenyző           | Versenyszám           | Pont      | Helyezés  | Pont    | Helyezés |
| ------------------- | --------------------- | --------- | --------- | ------- | -------- |
| Nemanja Mirosavljev | Légpuska              | 587       | 18.*      | kiesett | kiesett  |
| Nemanja Mirosavljev | Sportpuska, összetett | 1163      | 9.        | kiesett | kiesett  |
| Goran Maksimović    | Sportpuska, összetett | 1158      | 17.*      | kiesett | kiesett  |
| Goran Maksimović    | Légpuska              | 592       | 2.        | 690,6   | 5.       |
| Goran Maksimović    | Sportpuska, fekvő     | 591       | 31.***    | kiesett | kiesett  |
| Stevan Pletikosić   | Sportpuska, fekvő     | 597       | 3.        | 701,1   |          |

Női
| Versenyző         | Versenyszám           | Selejtező | Selejtező | Döntő   | Döntő    |
| Versenyző         | Versenyszám           | Pont      | Helyezés  | Pont    | Helyezés |
| ----------------- | --------------------- | --------- | --------- | ------- | -------- |
| Eszter Poljak     | Légpisztoly           | 369       | 42.*      | kiesett | kiesett  |
| Jasna Šekarić     | Légpisztoly           | 389       | 1.        | 486,4   |          |
| Jasna Šekarić     | Sportpisztoly         | 583       | 5.        | 676     | 6.       |
| Binder Aranka     | Légpuska              | 393       | 5.        | 495,1   |          |
| Lidija Mihajlović | Légpuska              | 389       | 17.**     | kiesett | kiesett  |
| Lidija Mihajlović | Sportpuska, összetett | 565       | 33.       | kiesett | kiesett  |
| Aleksandra Ivošev | Sportpuska, összetett | 577       | 14.*      | kiesett | kiesett  |

* - két másik versenyzővel azonos eredményt ért el

** - öt másik versenyzővel azonos eredményt ért el

*** - hét másik versenyzővel azonos eredményt ért el

## Szinkronúszás
| Versenyző             | Versenyszám | Selejtező           | Selejtező           | Selejtező       | Selejtező  | Selejtező  | Döntő           | Döntő      | Helyezés |
| Versenyző             | Versenyszám | Technikai gyakorlat | Technikai gyakorlat | Zenés gyakorlat | Összesítés | Összesítés | Zenés gyakorlat | Összesítés | Helyezés |
| Versenyző             | Versenyszám | Pont                | Hely.               | Pont            | Pont       | Hely.      | Pont            | Pont       | Helyezés |
| --------------------- | ----------- | ------------------- | ------------------- | --------------- | ---------- | ---------- | --------------- | ---------- | -------- |
| Maja Kos              | Egyéni      | 67,174              | 52.                 | kiesett         | kiesett    | kiesett    | kiesett         | kiesett    | kiesett  |
| Vanja Mičeta          | Egyéni      | 64,865              | 53.                 | kiesett         | kiesett    | kiesett    | kiesett         | kiesett    | kiesett  |
| Marija Senica         | Egyéni      | 68,072              | 51.                 | 79,080          | 147,152    | 21.        | kiesett         | kiesett    | 21.      |
| Maja Kos Vanja Mičeta | Páros       | 66,019              | 18.                 | 71,440          | 137,459    | 18.        | kiesett         | kiesett    | 18.      |

## Tenisz
Férfi
| Versenyző          | Versenyszám | 64-es főtábla                                     | 32-es főtábla     | Nyolcaddöntő      | Negyeddöntő       | Elődöntő          | Döntő             | Helyezés |
| Versenyző          | Versenyszám | Ellenfél Eredmény                                 | Ellenfél Eredmény | Ellenfél Eredmény | Ellenfél Eredmény | Ellenfél Eredmény | Ellenfél Eredmény | Helyezés |
| ------------------ | ----------- | ------------------------------------------------- | ----------------- | ----------------- | ----------------- | ----------------- | ----------------- | -------- |
| Srđan Muškatirović | Egyes       | Jaime Oncins (BRA) · 6-7(3–7), 6-4, 1-6, 6-4, 1-6 | kiesett           | kiesett           | kiesett           | kiesett           | kiesett           | 33.      |

## Torna

### Ritmikus gimnasztika
| Versenyző         | Versenyszám | Selejtező | Selejtező | Selejtező | Selejtező | Selejtező | Selejtező | Selejtező | Selejtező | Selejtező | Selejtező | Döntő   | Döntő   | Döntő   | Döntő   | Döntő    | Döntő    | Döntő   | Döntő   | Döntő    | Döntő    | Helyezés |
| Versenyző         | Versenyszám | Karika    | Karika    | Kötél     | Kötél     | Buzogány  | Buzogány  | Labda     | Labda     | Összesen  | Összesen  | Karika  | Karika  | Kötél   | Kötél   | Buzogány | Buzogány | Labda   | Labda   | Összesen | Összesen | Helyezés |
| Versenyző         | Versenyszám | Pont      | Hely.     | Pont      | Hely.     | Pont      | Hely.     | Pont      | Hely.     | Pont      | Hely.     | Pont    | Hely.   | Pont    | Hely.   | Pont     | Hely.    | Pont    | Hely.   | Pont     | Hely.    | Helyezés |
| ----------------- | ----------- | --------- | --------- | --------- | --------- | --------- | --------- | --------- | --------- | --------- | --------- | ------- | ------- | ------- | ------- | -------- | -------- | ------- | ------- | -------- | -------- | -------- |
| Majda Milak       | Egyéni      | 9,100     | 26.**     | 9,000     | 25.***    | 8,600     | 36.       | 8,975     | 30.       | 35,675    | 32.       | kiesett | kiesett | kiesett | kiesett | kiesett  | kiesett  | kiesett | kiesett | kiesett  | kiesett  | 32.      |
| Kristina Radonjić | Egyéni      | 9,000     | 33.**     | 8,700     | 38.*      | 8,800     | 28.*      | 9,100     | 22.       | 35,600    | 33.       | kiesett | kiesett | kiesett | kiesett | kiesett  | kiesett  | kiesett | kiesett | kiesett  | kiesett  | 33.      |

* - egy másik versenyzővel azonos eredményt ért el

** - két másik versenyzővel azonos eredményt ért el

*** - négy másik versenyzővel azonos eredményt ért el

## Úszás
Férfi
| Versenyző        | Versenyszám    | Előfutam | Előfutam | Előfutam | Döntő   | Döntő   | Döntő   | Helyezés |
| Versenyző        | Versenyszám    | Idő      | Hely.    | Össz.    | Típus   | Idő     | Hely.   | Helyezés |
| ---------------- | -------------- | -------- | -------- | -------- | ------- | ------- | ------- | -------- |
| Mladen Kapor     | 50 m gyors     | 23,42    | 1.       | 23.      | kiesett | kiesett | kiesett | kiesett  |
| Mladen Kapor     | 100 m gyors    | 51,44    | 1.       | 30.      | kiesett | kiesett | kiesett | kiesett  |
| Kire Filipovszki | 100 m pillangó | 56,68    | 7.       | 43.      | kiesett | kiesett | kiesett | kiesett  |
| Kire Filipovszki | 200 m pillangó | 2:08,71  | 7.       | 39.*     | kiesett | kiesett | kiesett | kiesett  |

Női
| Versenyző         | Versenyszám    | Előfutam | Előfutam | Előfutam | Döntő   | Döntő   | Döntő   | Helyezés |
| Versenyző         | Versenyszám    | Idő      | Hely.    | Össz.    | Típus   | Idő     | Hely.   | Helyezés |
| ----------------- | -------------- | -------- | -------- | -------- | ------- | ------- | ------- | -------- |
| Darija Alauf      | 100 m hát      | 1:06,81  | 2.       | 40.      | kiesett | kiesett | kiesett | kiesett  |
| Darija Alauf      | 200 m hát      | 2:22,07  | 2.       | 37.      | kiesett | kiesett | kiesett | kiesett  |
| Natasa Meskovszka | 100 m pillangó | 1:04,16  | 3.       | 35.      | kiesett | kiesett | kiesett | kiesett  |
| Natasa Meskovszka | 200 m pillangó | 2:16,54  | 6.       | 18.      | kiesett | kiesett | kiesett | kiesett  |

* - egy másik versenyzővel azonos időt ért el

## Vívás
Női
| Versenyző          | Versenyszám | Csoportkör | Csoportkör | Selejtező         | 32-es főtábla                       | Egyenes ág a negyeddöntőért | Egyenes ág a negyeddöntőért | Vigaszág a negyeddöntőért          | Vigaszág a negyeddöntőért | Vigaszág a negyeddöntőért | Vigaszág a negyeddöntőért | Negyeddöntő       | Elődöntő          | Döntő             | Helyezés |
| Versenyző          | Versenyszám | Csoportkör | Csoportkör | Selejtező         | 32-es főtábla                       | 1. kör                      | 2. kör                      | 1. kör                             | 2. kör                    | 3. kör                    | 4. kör                    | Negyeddöntő       | Elődöntő          | Döntő             | Helyezés |
| Versenyző          | Versenyszám | Ellenfél Eredmény | Hely.      | Ellenfél Eredmény | Ellenfél Eredmény                   | Ellenfél Eredmény           | Ellenfél Eredmény           | Ellenfél Eredmény                  | Ellenfél Eredmény         | Ellenfél Eredmény         | Ellenfél Eredmény         | Ellenfél Eredmény | Ellenfél Eredmény | Ellenfél Eredmény | Helyezés |
| ------------------ | ----------- | --- | ---------- | ----------------- | ----------------------------------- | --------------------------- | --------------------------- | ---------------------------------- | ------------------------- | ------------------------- | ------------------------- | ----------------- | ----------------- | ----------------- | -------- |
| Tamara Savić-Šotra | Tőr, egyéni | 2. csoport · Sin Seong-Ja (KOR) · nincs adat · Isabelle Spennato (FRA) · nincs adat · Tatyjana Szadovszkaja (EUN) · nincs adat · Francesca Bortolozzi (ITA) · nincs adat · Andrea Chiuchich (ARG) · nincs adat · Rencia Nasson (RSA) · nincs adat | 5.         | erőnyerő          | Olga Velicsko (EUN) · 3-5, 5-3, 1-5 |                             |                             | Isabelle Spennato (FRA) · 2-5, 3-5 | kiesett                   | kiesett                   | kiesett                   | kiesett           | kiesett           | kiesett           | 31.      |